# Rocca d’Arce
Rocca d’Arce – miejscowość i gmina we Włoszech, w regionie Lacjum, w prowincji Frosinone.
Według danych na rok 2004 gminę zamieszkuje 1031 osób, 93,7 os./km².